# Платонов, Николай Евгеньевич
Николай Евгеньевич Платонов (26 мая 1922, д. Стольниково, ныне Новосибирская область — 8 марта 2000, Московская область) — лётчик-штурмовик, заместитель командира эскадрильи 672-го штурмового авиационного полка 306-й Нижнеднепровской Краснознамённой штурмовой авиационной дивизии 10-го штурмового авиационного корпуса 17-й воздушной армии 3-го Украинского фронта. Генерал-майор авиации. Герой Советского Союза. Доктор исторических наук.

## Биография
Родился 26 мая 1922 года в деревне Стольниково ныне Искитимского района Новосибирской области в семье крестьянина. Русский. Окончил среднюю школу, в 1939 года — Новосибирский аэроклуб.
В Красной Армии с 20 марта 1940 года.
В 1942 году окончил Новосибирскую военную авиационную школу пилотов, в 1943 году — Чкаловскую военно-авиационную школу пилотов.
Участник Великой Отечественной войны с 12 августа 1943 года. Член ВКП(б)/КПСС в 1944—1991 годах. Заместитель командира эскадрильи 672-го штурмового авиационного полка старший лейтенант Николай Платонов к апрелю 1944 года совершил 145 боевых вылетов, уничтожил много живой силы и боевой техники противника, в воздушном бою сбил 1 самолёт.
Участвовал в операциях и битвах:
- Белгородско-Харьковская операция «Румянцев» — с 3 августа 1943 года по 23 августа 1943 года.
- Донбасская операция — с 13 августа 1943 года по 22 сентября 1943 года.
- Запорожская операция — с 10 октября 1943 года по 14 октября 1943 года.
- Днепропетровская операция — с 23 октября 1943 года по 5 ноября 1943 года.
- Никопольско-Криворожская операция — с 30 января 1944 года по 29 февраля 1944 года.
- Березнеговато-Снигиревская операция — с 6 марта 1944 года по 18 марта 1944 года.
- Одесская операция — с 26 марта 1944 года по 14 апреля 1944 года.
- Ясско-Кишиневская операция — с 20 августа 1944 года по 29 августа 1944 года.
- Белградская операция с 28 сентября 1944 года по 20 октября 1944 года.
- Будапештская операция с 29 октября 1944 года по 13 февраля 1945 года.
- Венская операция с 16 марта 1945 года по 15 апреля 1945 года.

Свой последний 208-й боевой вылет совершил 9 мая 1945 года, когда в должности командира эскадрильи 951-го штурмового Нижнеднестровского Краснознамённого ордена Суворова авиационного полка вёл свою эскадрилью на Вену для разгрома группировки войск противника.
Указом Президиума Верховного Совета СССР от 2 августа 1944 года за образцовое выполнение боевых заданий командования на фронте борьбы с немецко-фашистскими захватчиками и проявленные при этом мужество и героизм, старшему лейтенанту Платонову Николаю Евгеньевичу присвоено звание Героя Советского Союза с вручением ордена Ленина и медали «Золотая Звезда».
После войны продолжал службу в ВВС. В 1955 году окончил Военно-воздушную академию. Был назначен на командную должность в частях ВВС. По состоянию здоровья был вынужден уйти с лётной работы.
Назначен начальником кафедры истребительно-бомбардировочной авиации академии. В 1964 году защитил диссертацию кандидата военных наук. В последующем — защитил диссертацию на соискание звания доктора исторических наук.
После выхода в запас продолжал преподавательскую деятельность в академии. Профессор кафедры истребительно-бомбардировочной авиации. Жил в посёлке Монино Щёлковского района Московской области. Умер 8 марта 2000 года. Похоронен на Гарнизонном кладбище в Монино.

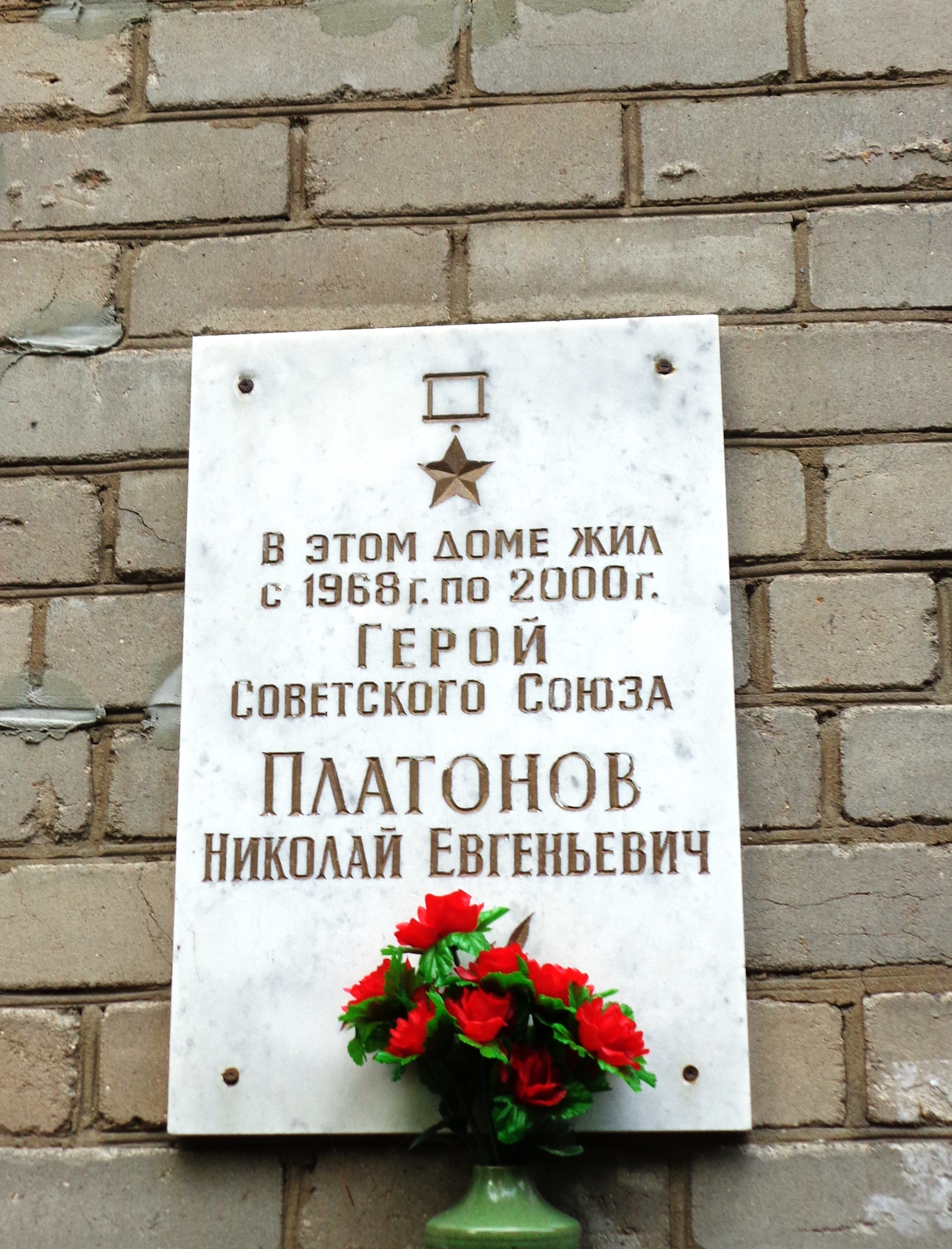
Мемориальная доска на доме в посёлке Монино Московской области, где проживал Герой Советского Союза Н. Е. Платонов

## Награды
- Медаль «Золотая Звезда»
- Орден Ленина (02.08.1944)[2]
- Орден Красного Знамени (21.10.1943)[3]
- Орден Красного Знамени (20.09.1944)[4]
- Орден Красного Знамени (31.01.1945)[5]
- Орден Александра Невского (30.05.1944)[6]
- Орден Отечественной войны 1-й степени (29.01.1944)[7]
- Орден Отечественной войны 1-й степени (06.04.1985)[8]
- Орден Красной Звезды (21.08.1943)[1]
- Орден Красной Звезды (26.10.1955)
- Орден «За службу Родине в Вооружённых Силах СССР» 3-й степени (03.04.1975)
- Медали

## Память
- В посёлке Монино Московской области на доме № 11 по улице Красовского, где проживал Герой Советского Союза Н. Е. Платонов, установлена мемориальная доска.
- Бюст Героя установлен на Аллее Славы в городе Искитим Новосибирской области[9].

## Мемуары
- Платонов Н. Е. Эскадрилья героев. — М., Воениздат, 1962.